# Speiser
Speiser oder auch Steiger ist ein Begriff aus der Gießereitechnik und bezeichnet geometrische Angusskörper an Gussteilen, in deren Form das Lunkervolumendefizit bei der Gussteilerstarrung platziert werden soll und welche im Putzvorgang der Gussteile wieder entfernt werden.
Speiser an Stahlgussteilen werden mit autogenem Brennschneiden entfernt, indem unter Ausnutzung der Oxidationswärme durch den zugeführten Sauerstoff der Werkstoff in der sogenannten Schnittfuge verbrannt und abgetragen wird.
Somit soll ein Speiser die Lunkerbildung in einem Gussteil vermeiden und hat unterschiedliche Aufgaben in einer Gießform:
- Steuerung der Erstarrungsrichtung der vergossenen Schmelze (möglichst gerichtet zum Speiser hin)
- Ausgleich der Verringerung des spezifischen Volumens der vergossenen Schmelze während des Phasenübergangs Flüssig/Fest
- Entlüftung der Gussform während des Gießvorgangs (Ausnahme: Blindspeiser)

Die Form von Speisern ist meist zylindrisch und aus der Gussform herausgeführt, seltener kugelförmig und als Blindspeiser (Speiser ist komplett vom Formstoff verborgen).
Die Zylinder- bzw. Kugelform wird auf Grund des guten bis sehr guten Volumen/Oberflächenverhältnisses (Modul als geometrische Kennzahl für Erstarrungsgeschwindigkeit) gewählt.
„Speiser-Varianten“: Naturspeiser, Isolierspeiser, Exothermspeiser: Durch Isolierung bzw. zusätzliches Aufheizen der Speiser nach dem Gießvorgang können die Speiserabmessungen kleiner gehalten werden, was zu einer Materialeinsparung (besseres Gussteilausbringen) führt.